# 无暇赴死 (歌曲)
〈无暇赴死〉（英語："No Time to Die"）是美国歌手比莉·艾利什为同名詹姆斯·邦德电影演唱的歌曲，于2020年2月13日通过Darkroom和新视镜唱片发行。歌曲由艾利什和哥哥菲尼亚斯·奥康奈尔共同创作，在位于卧室的家庭录音室录制，由汉斯·季默负责管弦乐配器，由菲尼亞斯·奧康奈爾和史蒂芬·利普森担任制作人。艾利什录下这首歌时年仅18岁，这使她成为所有詹姆斯·邦德系列电影主题曲演唱者当中年纪最小的一个。
这首歌曲空降爱尔兰单曲榜和英國單曲排行榜榜首，是艾利什首支英国冠军单曲，她因此成为第一位在这一榜单夺冠而且在21世纪出生的艺人。此外，歌曲也是首支在英国单曲榜夺冠而且由女歌手演唱的邦德主题曲，也是第二支在这一榜单夺冠的邦德主题曲。而在美国，歌曲在《告示牌》百强单曲榜空降第16位。
《无暇赴死》斩获多项殊荣，包括格莱美最佳視覺媒體歌曲、金球奖最佳原创歌曲奖、評論家選擇電影獎最佳電影原創歌曲，以及奥斯卡最佳原创歌曲奖，成为史上第三部、也是连续第三次荣获奥斯卡奖的邦德电影主题曲（前两部分别是2012年阿黛尔的《天幕坠落》和2015 年萨姆·史密斯的《危機將至》）。艾利什成为21世纪出生的人当中第一位奥斯卡奖获得者。

## 背景
艾利什和哥哥菲尼亞斯·奧康奈爾曾经写过一些可以用作邦德电影主题曲的歌曲，他们也多次跟团队表示他们希望有参与邦德电影主题曲创作的机会。8月30日，在爱尔兰都柏林一场位于Electric Picnic演出结束后，艾利什和芬尼亚斯与邦德电影制片人芭芭拉·布罗科利会面，并受邀为即将上映的系列电影《无暇赴死》创作主题曲。他们立马接受了邀请。为了创作主题曲，他们得到了电影的一部分脚本。他们在得克萨斯州一个体育馆里面的一辆巡演大巴创作并录制了这首歌。最初奥康内尔尝试在吉他上创作，但是兄妹俩遇到了创作瓶颈而未能继续。芬尼亚斯后来在体育馆的的休息室里找到一架钢琴，弹奏了一个乐段。他们之后在这个乐段的基础上写完了歌曲的其他部分。歌曲的创作历时三天，这一乐段也成为了这首歌的开头。为了防止无意中照搬了其他歌曲的元素，他们在写完歌曲以后听了之前所有的邦德电影主题曲。10月，他们在巡演大巴上录制了这首歌试听带，并把试听带寄给了配乐作曲家汉斯·季默。在得到季默的积极反馈以后，兄妹俩在12月飞往伦敦与季默加工这首歌曲，并跟一支70人的管弦乐队在AIR录音室录下了这首歌。
他又说，“在你的职业生涯中没有什么事情是像创作一首邦德歌曲那样的令人满怀期待。我们不轻易放过这次机会，尽自己所能证明我们自己”。艾利什也透露丹尼尔·克雷格自己也审查他们所投递的作品时也起了关键作用。

## 作曲
〈无暇赴死〉是一首带有节奏蓝调元素的流行谣曲，速度每分钟74拍，音调为E小调，全长4分2秒。《独立报》的罗伊斯·奥康纳（Roisin O'Connor）表示，歌曲“让人印象最深的几首邦德主题曲里面的经典元素，（这首歌）都已经囊括，包括缓慢的节奏、黑暗冰冷的主题和戏剧性的管弦乐编排。”《每日野兽》的卡西·达·科斯塔（Cassie Da Costa）表示，歌曲“歌曲以情绪激昂、氛围感强烈的钢琴乐开场，接着比莉带有流行特征的女低颤音潜入乐曲，讲述她对于爱、失去以及暴力的阴郁而隐晦的个人观察。” 
歌曲管弦乐部分由汉斯·季默编排，吉他由強尼·馬爾演奏。

## 推广
2020年1月，詹姆斯·邦德系列电影官方Twitter帐号宣布艾利什演唱第25部詹姆斯·邦德电影主题曲。艾利什表示获得这次机会是“莫大的荣幸”，奥康奈尔亦“觉得能在如此传奇的电影系列中扮演小角色很幸运”。〈无暇赴死〉导演凯瑞·福永自称是两兄妹的粉丝，而电影制片人迈克尔·G·威尔逊和布洛柯里表示歌曲是“精心制作”。在第92届奥斯卡金像奖上，艾利什表示歌曲已经制作完成。在2020年2月18日举行的2020年全英音乐奖上，艾利什演唱了这首歌。

## 专业评价
《卫报》亚历克西斯·佩蒂迪斯（Alexis Petridis）给予普遍正面的评价，表示“〈无暇赴死〉是对邦德主题曲经典元素的自信出彩补充”。《综艺》的克里斯·威尔曼（Chris Willman）认为“〈无暇赴死〉是最近25或30年来最出色的邦德歌曲”。《獨立報》的罗伊斯·奥康纳（Roisin O'Connor）表示〈无暇赴死〉是我们一段时间以来最佳的邦德主题曲”。《偏锋杂志》的亚历克斯·坎普（Alexa Camp）表示这首“幽暗的电影歌曲与过去的007主题曲保持一致”。《每日野兽》的卡西·达·科斯塔（Cassie Da Costa）表示歌曲“和雪莉·貝西〈金手指〉或南茜·辛纳特拉〈雷霆谷〉不同”，她表示“这确实不是艾莉什最佳的作品，但是最近，邦德宇宙对这首比较好的作品感到非常满意”。

## 音乐录影带
歌曲宣传视频于2020年2月13日发布，官方音乐录影带則於2020年10月1日发布。

## 制作名单
名单摘自Tidal和007.com。
- 比莉·艾利什 – 演唱、词曲
- 菲尼亚斯 – 制作、词曲、贝斯、打击乐、钢琴、合成器、声乐编排
- 史蒂芬·里斯本（英语：Stephen Lipson） – 制作、混音
- 強尼·馬爾 – 吉他
- 漢斯·季默 – 管弦乐编排
- 马特·邓克利（英语：Matt Dunkley） – 管弦乐编排
- 罗布·金涅尔斯基（Rob Kinelski）– 混音
- 凯西·库约（Casey Cuayo） – 混音工程
- 埃利·海斯勒（Eli Heisler）– 混音工程
- 约翰·格林汉姆（John Greenham）– 母带

## 榜单表现
| 榜单（2020年）                       | 最高排名 |
| ------------------------------------ | -------- |
| 澳大利亚（澳大利亚唱片业协会單曲榜） | 4        |
| 奥地利（Ö3四十强单曲榜）             | 2        |
| 比利时佛兰德（Ultratop五十强单曲榜） | 3        |
| 比利时瓦隆（Ultratop五十强单曲榜）   | 42       |
| 加拿大（Canadian Hot 100）           | 11       |
| 捷克共和國（電台百大單曲榜）         | 97       |
| 捷克共和國（百強數位單曲榜）         | 1        |
| 丹麦（Tracklisten）                  | 4        |
| 爱沙尼亚（愛沙尼亞四十大排行榜）     | 1        |
| 欧洲（《公告牌》欧洲数字歌曲榜）     | 1        |
| 芬兰（芬蘭官方單曲榜）               | 3        |
| 法国（法國唱片出版業公會）           | 26       |
| 德國（德國官方單曲排行榜）           | 5        |
| 希腊（国际唱片业协会希腊分会）       | 2        |
| 香港（新城電台勁爆外語榜）           | 1        |
| 匈牙利（四十強單曲榜）               | 1        |
| 匈牙利（四十強串流榜）               | 1        |
| 愛爾蘭（愛爾蘭唱片音樂協會单曲榜）   | 1        |
| 以色列（媒体森林电台榜）             | 4        |
| 意大利（意大利音乐产业联盟）         | 25       |
| 日本（日本百强单曲榜）               | 63       |
| 马来西亚（马来西亚唱片业协会）       | 4        |
| 荷兰（荷蘭四十強單曲榜）             | 15       |
| 荷兰（百强单曲榜）                   | 3        |
| 新西兰（新西兰官方音乐榜）           | 9        |
| 挪威（世界之路榜單）                 | 3        |
| 葡萄牙（葡萄牙唱片業協會单曲榜）     | 6        |
| 蘇格蘭（官方榜單公司單曲榜）         | 1        |
| 新加坡（新加坡唱片業協會）           | 5        |
| 斯洛伐克（百強數位單曲榜）           | 1        |
| 西班牙（西班牙音樂製作協會）         | 43       |
| 瑞典（瑞典最熱榜）                   | 3        |
| 瑞士（瑞士热门音乐榜）               | 2        |
| 瑞士（《公告牌》数字歌曲销量榜）     | 1        |
| 韓國（Gaon單曲榜）                   | 187      |
| 英國（官方榜單公司單曲榜）           | 1        |
| 美国（《告示牌》百大單曲榜）         | 16       |
| 美国（《告示牌》另类数字歌曲销售）   | 1        |
| 美国（《滾石》百強單曲榜）           | 4        |

| 排行榜（2020年）                     | 排名 |
| ------------------------------------ | ---- |
| 比利时佛兰德（Ultratop五十强单曲榜） | 88   |
| 匈牙利（四十強單曲榜）               | 48   |
| 瑞士（瑞士熱門音樂榜）               | 84   |
| 英國（官方榜單公司單曲榜）           | 63   |
| 美國（《告示牌》摇滚/另类音乐榜）    | 65   |

## 销量认证
| 地區                                                       | 认证 | 认证单位/销量 |
| ---------------------------------------------------------- | ---- | ------------- |
| 加拿大（加拿大音乐协会）                                   | 金   | 40,000‡       |
| 英国（英国唱片业协会）                                     | 银   | 200,000‡      |
| *僅含認證的實際銷量 ^僅含認證的出貨量 ‡僅含認證的+實際銷量 |      |               |

## 发行历史
| 地区     | 日期          | 格式                | 厂牌            | 参考          |
| -------- | ------------- | ------------------- | --------------- | ------------- |
| 多地     | 2020年2月14日 | 數位音樂下載 流媒体 | Darkroom 新视镜 | [ 75 ] [ 27 ] |
| 澳大利亚 | 2020年2月14日 | 當代流行電台        | 环球            | [ 76 ]        |
| 意大利   | 2020年2月14日 | 當代流行電台        | 环球            | [ 77 ]        |
| 英国     | 2020年2月15日 | 當代流行電台        | 环球            | [ 78 ]        |